# Abbaye de Vérteskeresztúr
L’abbaye de Vérteskeresztúr ou de Vértesszentkereszt (en hongrois vértesszentkereszti apátság) est une ancienne abbaye, tour à tour bénédictine, cistercienne, à nouveau bénédictine et enfin dominicaine. Elle est fondée au XIIe siècle et située en Hongrie. En 1543, elle est partiellement détruite par les Ottomans.

## Histoire

### Première période bénédictine
La date de la première fondation n'est pas connue précisément, mais la présence de moines bénédictins est attestée en 1146 sous le nom de Fulco hospes.

### Période cistercienne
En 1214, en plein âge d'or cistercien, l'abbaye se place dans la filiation de celle d'Igriș, alors située en Hongrie (aujourd'hui en Roumanie). La présence cistercienne dure environ un siècle et correspond à l'apogée de l'abbaye.

### Période dominicaine
En 1478, le roi Matthias Ier fait appel aux dominicains pour repeupler l'abbaye, dont les revenus ne permettent alors plus de subvenir qu'aux besoins de deux moines.

### La fin de l'abbaye
En 1543, l'abbaye est occupée et partiellement détruite par les Ottomans en 1543, après que les moines ont fui.
Aux XXe et XXIe siècles, à partir de 1964 et surtout des années 1980, des travaux de restauration des bâtiments médiévaux sont en cours.